# 印尼海外僑民
印尼海外僑民（英語：Overseas Indonesians）指的是具有印尼人血統或是這些人的後裔，卻居住在印尼國土之外的人。截至2021年，全球約有900萬印尼海外僑民，其中官方有記錄的是470萬人另有530萬是非法移民。在470萬合法的僑民中，有325.4萬是印尼海外移工。

## 歷史
自古以來，印尼各族群人民（參見印尼不同族群列表）出於貿易、教育、僱傭勞動或旅遊等目的，會離鄉背井前往世界各處。在荷屬東印度時代，許多印尼人被殖民地政府運送到其他殖民地（如南美洲的蘇利南和大洋洲的新喀里多尼亞），以充當奴工；而在18世紀，把反對荷蘭殖民政府的政治異見者送到南非，這個人數有20萬的群體被稱為開普馬來人。某些海外族群也有印尼人血統，例如馬爾加什人是婆羅洲航海者的後裔，這些人的祖先在7世紀和8世紀古國三佛齊的鼎盛時期，經由海上貿易，從馬來群島遷移到印度洋西南角的馬達加斯加。

### 梅蘭陶
印尼人自古以來就受到梅蘭陶文化（Merantau，在馬來語中有流浪，長途跋涉之義）推動而有出國，遠走他鄉的做法。印尼米南加保人與梅蘭陶有深厚的聯繫，將之當作一種生活文化。當米南加保人男性到成年時（20-30歲），經常受鼓勵而出國；這是種男子氣概的表現，可藉此來積累財富、知識和生活經驗。這種做法可追溯到公元7世紀，這個族群的商賈在當時的占碑馬來王國創立時，曾發揮過重要的作用，而占碑在當時居於海上絲路的要衝位置。
其他印尼族群，如布吉人、班加爾人、馬都拉族、亞齊人、巴塔克人和爪哇人也會持續遠走海外，以爭取機會、經驗、知識和各式才藝。

## 印尼人全球分佈狀況

### 澳大利亞
歷史上，在荷蘭和英國的航海者首度抵達澳大利亞之前，來自蘇拉威西島南方的印尼人已經探索過澳大利亞北部海岸。武吉士人航海者每年都利用西北方向吹來的季風，駕駛平尼西帆船抵達澳大利亞北部，在那兒待幾個月，做貿易，以及捕撈海參（加工為海參乾），然後利用當地乾季的海岸風力返回蘇拉威西島西南角的望加錫。這些貿易航行的做法一直持續到1907年。如今許多居住在澳大利亞的印尼人，或是留學生，或是移工，其中多數是印尼華人。另外有科科斯群島馬來人，是克魯尼士-羅氏家族在19世紀把幾處的印尼人帶到科科斯群島，從事椰乾生產，而留下的後裔（約有4,000-5,000人）。

### 日本
估計在2013年居住於日本的印尼人約有20,000名，其中約有3,000名是非法移民。由於日本的生活成本高、工作機會不多等原因，這一數字比前幾年已有下降。其中多數人均為短期居留，印尼人被驅逐出境的比例相當高。

### 馬來西亞
馬來西亞與印尼在婆羅洲有陸地邊界，兩國有許多文化上的共同點（包括可相互溝通的語言）。在演變成現代的兩個國家之前，人們已在兩地間移動。在19世紀初期發生政治上的劃分後，有許多人從現代的爪哇島、加里曼丹（印尼對婆羅洲的稱法）、蘇門答臘島和蘇拉威西島遷移到馬來半島和東馬。這些早期移民，由於宗教、社會和文化上的相似性，可以很快全然，或是部分融入馬來西亞的馬來族社會中。據估計，今日的馬來西亞國內隨時都約有200萬印尼公民在其中，這些印尼人中，絕大多數是移工，也有相當數量的專業人士和學生。

### 荷蘭
印尼在1605年到1945年期間是荷蘭的殖民地。有許多印尼學生在20世紀初期到荷蘭求學。其中大多數人住在萊頓，並積極參與印度尼西亞協會的活動。在印尼獨立革命期間以及之後，許多摩鹿加人和荷蘭裔印尼人（包括荷蘭和印尼混血者）遷移到荷蘭，他們之中大多數是前荷蘭皇家東印度陸軍的成員。這批移居到荷蘭的人之中大約有360,000名荷蘭裔印尼人和托托克人，加上12,500摩鹿加群島人的後裔。這些移居荷蘭者後裔中知名的有喬瓦尼·范布隆克霍斯特、丹尼·蘭扎特、羅伊·馬凱、張海麗和丹尼•薩湖萊卡 等。最初由印尼移居荷蘭的372,500人，加上他們第二/三/四代的後裔，人數已達到160萬，佔荷蘭總人口的10%。

### 菲律賓
在菲律賓的印尼人數量約在43,871到101,720之間。他們主要居住在民答那峨島的穆斯林區。在民答那峨島上達沃市有個知名的社區，有所為當地海外僑民開設的國際學校，該校大多數學生是穆斯林，也有來自蘇拉威西島北部操米納哈桑語的基督徒。

### 卡達
據印尼駐卡達大使館稱，待在卡達境內的印尼公民約有39,000名。

### 沙烏地阿拉伯

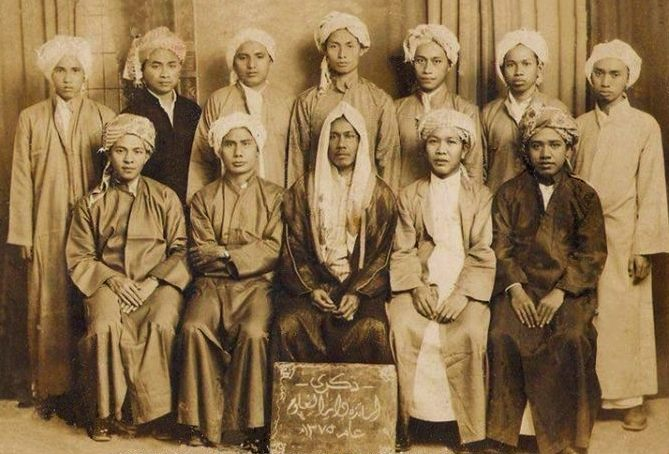
在麥加的印尼人伊斯蘭教教師（1955年）。

前往沙烏地阿拉伯朝聖的印尼人中有些會長期居住在西海岸的漢志地區（此區包含有麥加和麥地那等城市），例如來自蘇門答臘島的米南加保人謝赫·艾哈邁德·哈提卜·阿爾-米南加巴維，他在19世紀時擔任伊瑪目，在麥加大清真寺教授沙斐儀派學說。
目前在沙烏地阿拉伯的印尼人多數是擔任幫傭，有少數是其他類型的移工和學生。大多數來自印尼伊斯蘭住宿學校的學生會繼續前往沙烏地阿拉伯繼續深造（進入例如麥地那伊斯蘭大學和烏姆·庫拉大學）。許多在當地的印尼僑民會在外交部門，和在當地的私營和外國公司，例如沙特阿拉伯航空、沙基工業股份、斯倫貝謝有限公司、哈里伯頓和營多麵等服務。大多數在當地的印尼人居住在利雅德、吉達和達曼等地。

#### 印尼裔沙烏地阿拉伯人
有些居住在麥加和吉達的該國公民具有印尼血統。他們的祖先在19世紀末至20世紀中葉透過海路來到此地，目的包括朝聖、從事貿易及接受伊斯蘭教育深造。他們之中有許多決定留在沙國，經過與當地婦女聯姻，他們的後裔從此成為該國的公民。
今天，從某些人的姓氏可推測他們具有印尼人血統，例如"Bugis（布吉人）"、"Banjar（班加爾人）"、"Batawi（巴達維人）"、"Al-Felemban（巨港人）"、"Faden（巴東）人)", "Al-Bantani(萬丹人)" , "Al-Minangkabawi(米南加保人)" , "Bawayan(巴韋安島人)" 等等。這些後裔中有位名為穆罕默德·薩列·班頓，受國王薩勒曼任命為沙烏地阿拉伯朝覲與副朝覲部部長。
印尼前駐沙烏地阿拉伯大使加托特·阿卜杜拉·曼蘇爾表示麥加居民之中有50%具有印尼人血統。根據自公元第7世紀正統哈里發時期與馬來群島之間即建立起的貿易關係，或許有此可能。

### 新加坡
新加坡的馬來人約佔該國人口的14%。他們之中大多數來自今日的印尼和馬來西亞南部。新加坡在19世紀屬於柔佛蘇丹國。有甚多布吉人和米南加保人到新加坡定居。從1886年到1890年間，有多達21,000名爪哇人成為新加坡華民護衛司署（由英國殖民政府於1877年成立，目的為監視華人）的債役工。這些人主要在橡膠種植園從事勞動工作，在債役結束後仍留在柔佛開墾土地。著名的印尼裔新加坡人中有新加坡共和國首任總統尤索夫·伊薩，與朱比賽（為新加坡國歌《前進吧，新加坡！》的作曲者）。
根據印尼駐新加坡大使館的數據，截至2010年，有18萬印尼公民居住在新加坡。其中8萬人從事家庭幫傭印尼語：工作，1萬人擔任海員，其餘為學生或專業人士。但新加坡對印尼人的居住登記並未強制執行，因此實際總人數可能會達到20萬人。

### 蘇利南
在蘇利南的印尼人主要來自爪哇島，佔當地人口的15%。荷屬東印度殖民政府在19世紀將這些印尼人送往蘇利南擔任種植園的契約勞工。其後裔中最有名的是保羅·索莫哈喬，他在1991-2000年間曾擔任蘇里南國民議會的議員，也擁有自己的電台和電視台。

### 香港
印尼人在香港是第二大的外國人群體，其數目僅次於菲律賓人。這些印尼人主要來自爪哇島，從事家庭幫傭工作，也有一些印尼華人家庭和學生在香港居住。大部分的幫傭主要居住在香港中環和灣仔兩地。

### 台灣
目前台灣移工來源國共有4個國家，分別是泰國、菲律賓、印尼及越南，其中又以印尼的人數為最多，根據中華民國勞動部的資料，截至2021年10月底在台移工比例來看，印尼籍共有240,628人（佔35.36%）。其中男性移工主要在漁船和工廠工作，女性則進入家庭或機構，成為看護或幫傭。

### 美國
美國有不少印尼裔的學生以及專業人士。有不少此類專業工程師受僱於北加州矽谷的企業，如思科系統、科拓、Google、雅虎、昇陽電腦和IBM。在美滿電子科技任首席執行官的斯哈特•蘇塔佳是位在美國的知名專業人士。
美國之音中的節目Learning English在2011年4月呼籲美國大學要與偏好印尼學生的澳大利亞、新加坡和馬來西亞大學競爭，以吸引更多印尼學生前往美國就讀。

## 印尼海外僑民依據族群列表
- 海外亞齊人（英语：Overseas Acehnese）
- 海外爪哇人（英语：Javanese diaspora）
- 海外米南加保人（英语：Overseas Minangkabau）
- 海外馬來人（英语：Malay diaspora）
- 海外摩鹿加人（英语：Moluccan diaspora）
- 華裔印尼僑民